# 1140-й артилерійський полк (РФ)
1140-й артилерійський двічі Червонопрапорний полк (1140 АП, в/ч 45377) — артилерійське формування повітряно-десантних військ Збройних сил Російської Федерації. Полк входить до складу 76-ї десантно-штурмової дивізії Західного військового округу.

## Історія

### Російсько-українська війна
У серпні 2014 року колона бронетехніки, військових вантажівок і буксируваних гаубиць Д-30 була знята спершу на території РФ, а згодом — на території України під м. Суходільськ. За припущенням дослідника Askai, формат номерів вантажівок вказує на їх належність 1140-му полку.
За оцінками дослідника Askai, близько 50 військовослужбовців полку були залучені до формування тактичних груп, що брали участь у вторгненні російських регулярних військ. Ці підрозділи були озброєні гаубицями Д-30.
Деякі військовослужбовці полку були згодом відзначені державними нагородами: Роман Галахов, Денис Калашников.

## Матеріали
- Воздушно-Десантные Войска (ВДВ) // warfare.be (архів)